# ایران در ۲۰۱۶
ایران در ۲۰۱۶ گاه‌شماری از مهم‌ترین رویدادها در سال ۲۰۱۶ در کشور ایران است.

## متصدیان
- مقام معظم رهبری: علی خامنه ای
- رئیس‌جمهور: حسن روحانی
- رئیس مجلس - علی لاریجانی
- رئیس کل دادگستری - صادق لاریجانی

## مناسبت‌ها

### ژانویه
- ۲ ژانویه
  - در پی اعدام روحانی شیعه نمر النمر توسط عربستان سعودی، معترضان ایرانی سفارت عربستان در تهران را غارت و به آتش کشیدند.[۱]
  - دادستانی رسانه و فرهنگ ایران روزنامه اصلاح طلب بهار را به اتهام انتشار تبلیغات علیه نظام تعلیق کرد.[۲]
- ۴ ژانویه – مقامات سوشا مکانی فوتبالیست حرفه‌ای را «پس از عکس‌های منتشر شده در شبکه‌های اجتماعی که نشان می‌داد او به همراه چند زن طبق قوانین ایران حجاب اسلامی ندارند» را دستگیر کردند.[۳]
- ۵ ژانویه – ایران یک انبار موشک زیرزمینی جدید را رونمایی کرد که موشک بالستیک میان‌برد سوخت مایع عماد را به نمایش می‌گذارد.[۴]
- ۷ ژانویه – مقامات هیلا صدیقی شاعر و فعال مدنی را پس از بازگشت از سفر به امارات دستگیر کردند.[۵]

### اوت
- ۵ تا ۲۱ آگوست – ۳۰ ورزشکار از ایران در بازی‌های المپیک تابستانی ۲۰۱۶ در ریودوژانیرو برزیل شرکت کردند.